# Маяк Грейс-Харбор
Маяк Грейс-Харбор (англ. Grays Harbor Light), также известный как маяк Уэстпорт (англ. Westport Light), — маяк, расположенный в черте города Уэстпорт, на входе в залив Грейс-Харбор, округ Грейс-Харбор, штат Вашингтон, США. Построен в 1898 году. Автоматизирован в 1960-х годах. Самый высокий маяк в штате Вашингтон и третий по высоте на всём Западном побережье.

## История
О необходимости установки маяка на входе в залив Грейс-Харбор впервые написали по итогам исследовательской экспедиции 1841 года. В конце XIX века район Уэстпорт превратился в крупный лесозаготовительный порт. 7 июля 1884 года Конгресс США выделил 15 500$ на строительство маяка на северной стороне входа в залив Грейс-Харбор. 3 марта 1893 года эта сумма была увеличена на 20 000$, а 2 марта 1895 года — ещё на 39 500$. Архитектором проекта стал Карл Лейк. 26 марта 1898 года строительство было завершено. Маяк представлял собой восьмиугольную башню из камня и бетона высотой 33 метра на фундаменте из песчаника высотой 3,7 метра. 10 июня 1898 года на маяк была установлена линза Френеля третьего поколения. Помимо маяка, также были построены ветряная мельница, резервуар для воды, колодец, два дома смотрителей, две небольшие котельные и здание для противотуманного сигнала. Помещения для смотрителей состояли из одноэтажного дома главного смотрителя и двухэтажного дома для его помощников. До наших дней эти постройки не сохранились. В 1931 году маяк был электрифицирован. В 1926 году было построено новое бетонное здание противотуманной сигнализации примерно в полумиле к морю от первоначального. В конце 1960-х годов Береговая охрана США автоматизировала маяк.
2 ноября 1977 года маяк был включён в Национальный реестр исторических мест.